# Oenospila
Oenospila is een geslacht van vlinders van de familie spanners (Geometridae), uit de onderfamilie Geometrinae.

## Soorten
- O. flavifusata Walker, 1861
- O. oleraria Guenée, 1857
- O. strix Butler, 1889